# Cristóbal de Oñate
Cristóbal de Oñate (c. 1505 en Vitoria, Álava - 6 de octubre de 1567, Real de Minas de Pánuco, Zacatecas, Reino de Nueva Galicia) fue un militar y funcionario de la Corona de Castilla, destacado en la conquista de la Nueva Galicia, en la Guerra del Mixtón, en la Guerra Chichimeca, así como en la fundación de Guadalajara y Zacatecas. Se le considera uno de los cuatro pilares de la minería zacatecana.
Ocupó el cargo de teniente de gobernador del Reino de la Nueva Galicia en tres ocasiones. Fue padre del adelantado Juan de Oñate, conquistador de Nuevo México.

## Origen

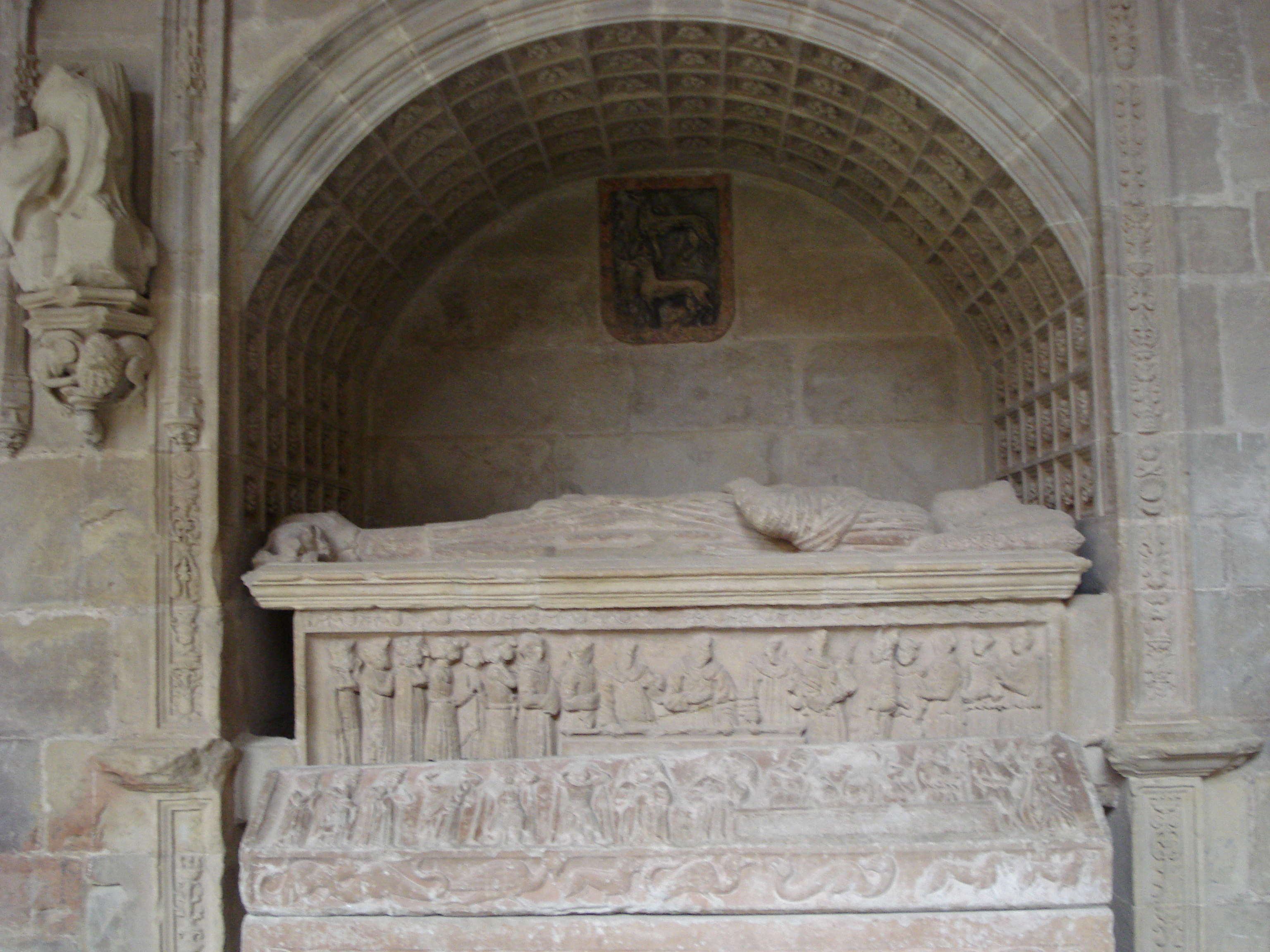
Sepulcro de don Diego López II de Haro, V señor de Vizcaya, antecesor de la Casa de la Guardia.

Nació en Vitoria en torno a 1505, hijo de don Juan Pérez de Oñate o de Baeza y doña Osana González de San Llorente. Su abuelo paterno fue don Pedro de Baeza, señor de Narriahondo (en la jurisdicción de Oñate), mencionado por Alonso López de Haro en su "Nobiliario Genealógico de los Reyes y Títulos de España" como descendiente de los señores de la Guardia, pertenecientes por linaje de varonía a la ilustre Casa de Haro, según probó el adelantado Juan de Oñate para su ingreso en la Orden de Santiago.

## Actividades en la Nueva España
Llegó a la Nueva España en 1524 como ayudante de Rodrigo de Albornoz, cogobernador de la Nueva España y contador de la Real Hacienda. Vino acompañado de sus sobrinos carnales, don Juan y don Vicente de Zaldívar y Oñate, hijos de su hermana María Pérez de Oñate. 
Causó alta en la expedición de Nuño de Guzmán dirigida a la conquista del noroeste de México en 1529 y con el grado de capitán le acompañó en la conquista de los territorios (hoy estados) de Nayarit, Jalisco y Colima. Toda esa región fue declarada por Nuño de Guzmán Reino de la Nueva Galicia antes de ser pacificada. Se atribuye a Oñate la fundación de las ciudades de Compostela y Tepic en el actual estado de Nayarit, así como de las ciudades de Guadalajara y Zacatecas.
En el año 1530, Oñate arribó a Amatitán, Jalisco, acompañado de un grupo de franciscanos encabezados por Juan Calero, también conocido por fray Juan de la Esperanza o del Espíritu Santo, quien fracasó en su propósito de evangelizar a los  pueblos de la región, los cuales lo mataron entre Ameca y Etzatlán durante la batalla del 5 de julio de 1541.

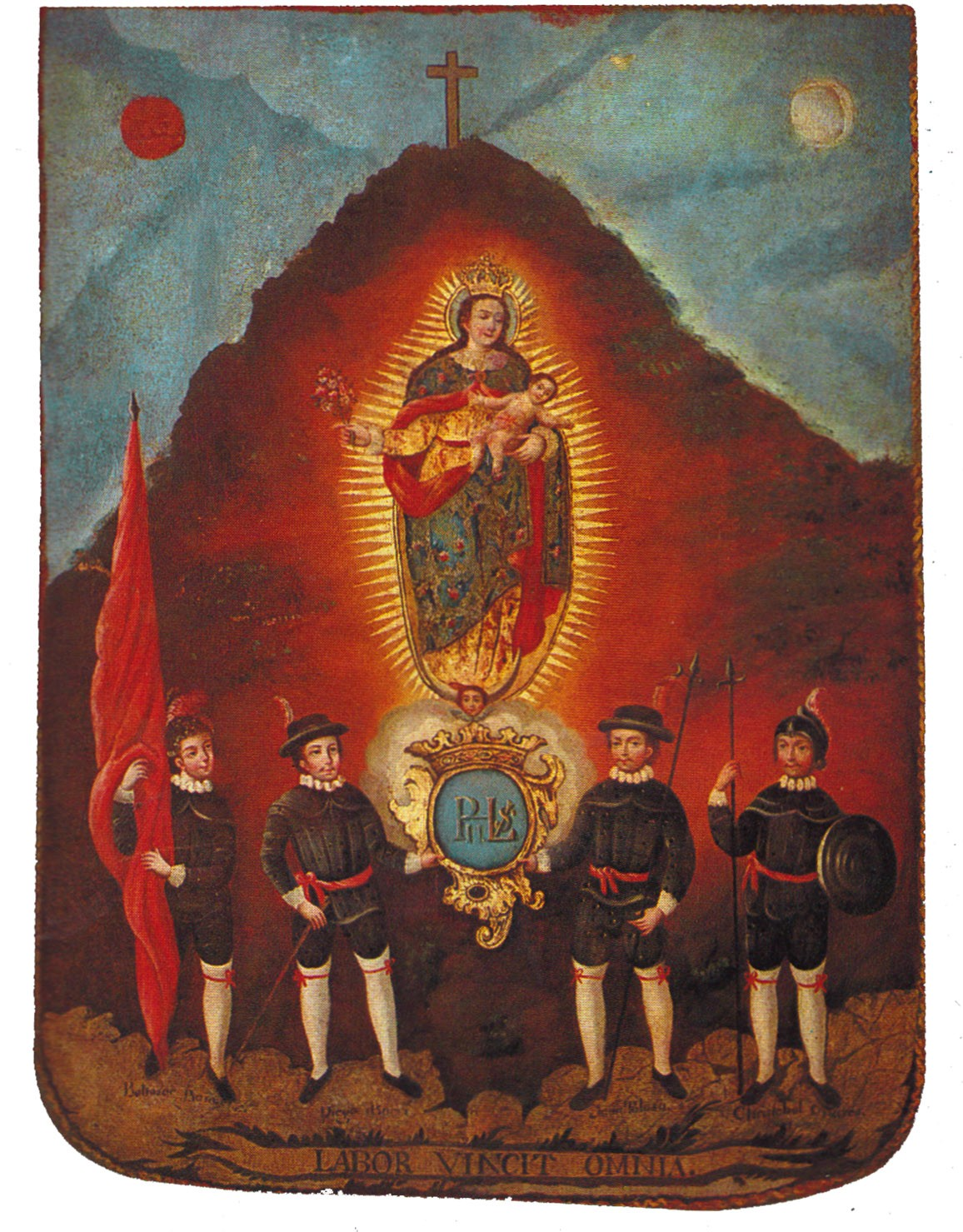
Escudo de Armas de la Ciudad de Zacatecas

Participó activamente en la Guerra del Mixtón, donde tuvo desacuerdos con el virrey Antonio de Mendoza y Pacheco, y con Pedro de Alvarado, respecto a aspectos tácticos de la fallida toma del Peñón del Mixtón. Ataques que dejaron desguarnecida la recién fundada población de Guadalajara, que Oñate gobernaba.
"Los indios se vieron con fuerzas y dos meses después estaban asediando Guadalajara. Cristóbal de Oñate, al mando de las fuerzas españolas decidió romper el cerco, situando en lo alto del muro a las mujeres con arcabuces con el fin de aparentar una mayor defensa, y concentrando la artillería y la caballería en uno de los frentes, y tras desbaratarlo, volver a entrar a la ciudad para, saliendo por otra puerta, cargar en otro frente, haciendo pensar a los indios que había mucha más fuerza de la real. Tras recibir un daño importante, los indios al mando de Francisco Tenamaztle y Don Diego levantaron el cerco retirándose."
En 1547 fueron descubiertas minas de plata en Zacatecas, lo que convirtió a Cristóbal de Oñate en uno de los hombres más ricos de la Nueva España junto con sus socios Diego de Ibarra y Juan de Tolosa, así como el burgalés Baltasar Temiño de Bañuelos. Se avecinó en el mineral de Pánuco Zacatecas, lugar donde nacieron cinco de sus seis hijos. 
Uno de sus hijos, Juan de Oñate, fue explorador del oeste norteamericano y fundador del primer asentamiento español en la ribera norte del río Bravo. Se le considera el conquistador y colonizador del actual estado de Nuevo México (Estados Unidos).
Cristóbal de Oñate fue en tres ocasiones gobernador de la provincia de la Nueva Galicia, además de minero, agricultor, ganadero, encomendero, político, explorador y benefactor de las ciudades que fundó.
Murió en el mineral de Pánuco, Zacatecas, el 6 de octubre de 1567, y su cuerpo fue sepultado en la parroquia del lugar.

## Matrimonio y descendencia
Por el año 1528 contrajo matrimonio con Catalina de Salazar y de la Cadena, viuda del noble granadino don Ruy Díaz de Mendoza y Messía (fallecido en 1534 a bordo de la nave que lo llevaba al Perú en compañía de Hernando Pizarro) e hija de Gonzalo de Salazar, cogobernador y tesorero real de la Nueva España, y doña Catalina de la Cadena y Maluenda (hermana del poeta don Luis de la Cadena y Maluenda, obispo electo de Almería y abad-canciller de la Universidad de Alcalá de Henares). 
Fueron padres de:
- Juan de Oñate, adelantado, gobernador y capitán general de Nuevo México, caballero de la Orden de Santiago, casado con Isabel de Tolosa Cortés y Moctezuma, hija de Juan de Tolosa, cofundador de Zacatecas, y de Leonor Cortés Moctezuma, hija de Hernán Cortés y de Isabel Moctezuma (la hija plagiada del tlatoani de Tenochtitlan).
- Hernán Pérez de Oñate, casado con Leonor de Rivadeneyra, hija de Hernando de Rivadeneyra y María de Mérida (con descendencia).
- Cristóbal de Oñate, casado con María del Castillo (sin descendencia conocida).
- Alonso de Oñate, casado con Inés de Rivadeneyra (con descendencia en los condes de Santa Rosa).
- María de Oñate, casada con el capitán Jose Antonio de Ordaz Villagomez Vargas.

De su primer matrimonio con el noble granadino don Ruy Díaz de Mendoza y Messía, Catalina de Salazar aportó también dos hijos de nombre:
- Ruy Díaz de Mendoza, veinticuatro de Granada, tesorero de la Real Hacienda de México, caballero de la Orden de Santiago, casado en primeras nupcias con doña María de Velasco, y en segundas con doña Ana del Alcázar (sin descendencia de ninguno de los dos matrimonios).
- Magdalena de Mendoza, casada con don Vicente de Zaldívar y Oñate, teniente de capitán general del virrey Martín Enríquez de Almansa, hijo de don Rodrigo de Zaldívar y de doña María Pérez de Oñate (hermana del propio Cristóbal de Oñate). Fueron padres de:
  - Juan de Zaldívar y Mendoza, maestre de campo en a conquista de Nuevo México (muerto en acción).
  - Vicente de Zaldívar y Mendoza, maestre de campo en la conquista de Nuevo México, caballero de la Orden de Santiago, casado con su prima María de Oñate y Tolosa, hija del adelantado Juan de Oñate y de Isabel de Tolosa y Cortés-Moctezuma (con descendencia).
  - Ana de Zaldívar y Mendoza, casada con el minero asturiano don Juan de Reza, teniente de gobernador y capitán general de Nuevo México, encomendero de los huachichiles de Mazapil, dueño de las minas de Aviño y las Salinas de Peñol Blanco (con descendencia).